# 薩氏鬚鰃
薩氏鬚鰃為輻鰭魚綱鬚鰃目鬚鰃科的其中一種，分布於西北太平洋海域，棲息深度可達400公尺，體長可達25.2公分，棲息在泥底質海域。